# Koppatz
Koppatz (in basso sorabo Kopac) è una frazione del comune tedesco di Neuhausen/Spree, nel Land del Brandeburgo.

## Storia
Il 24 marzo 2003 il comune di Koppatz venne soppresso e aggregato al comune di Neuhausen, che contemporaneamente assunse la nuova denominazione di «Neuhausen/Spree».

## Amministrazione
Koppatz è amministrata da un consiglio di frazione (Ortsbeirat) composto da 3 membri.